# Begoña Uriarte
Begoña Uriarte (Bilbao, 1937) és una pianista i docent bilbaïna.
S'inicià amb els estudis de piano amb quatre anys amb Benito García de la Parra a Vigo (Pontevedra). Anys després es traslladà a Madrid per continuar amb la seva formació en el Real Conservatorio de Música, on fou alumna de José Cubiles Ramos, i guanyà el 1955 el primer premi de virtuosisme, sent l'alumna més jove guardonada amb aquesta distinció. Continuà els seus estudis amb Antonio Iglesias Álvarez i posteriorment a París on realitzà cursos de perfeccionament amb Ives Nat.
El 1957 guanyà el premi del Concurs de Piano Jaen i va rebre el diploma d'honor amb gran distinció en el Concurs Internacional María Canals. Un any més tard, el 1958 va rebre una beca del Govern alemany que li va permetre estudiar a Múnic amb Rosl Wschimid.
El 1969 va obtenir el primer premi del concurs de las Musikhochschulen de l'antiga República Federal Alemanya, on debutà amb el Concert núm. 3 de Prokofief i l'Orquestra Filarmónica de Múnic sota la direcció de Gerd Albrecht. Juntament amb el seu marit, el pianista alemany Karl-Hermann Mrongovius, va obtenir el 1967 el premi de duet de pianos a Vercelli i el Premi de Música de l'Estat de Baviera.
El 1982 guanyà el premi extraordinari del Concurso XX Aniversario de Yamaha a Espanya.
Amb el seu marit va formar un dels duets de piano més consolidats del panorama musical internacional, i van actuar a festivals internacionals com Tardor de París, Setembe Música de Turin, Hohenems, Cervo, Cuenca, Tardor d'Estiria a Graz, Rheingau, Primavera de Luxemburg, de Piano del Ruhr, Echternach, Lucerna o Granada. També van gravar per les televisions d'Espanya, Luxemburg, Alemanya, antiga Unió Soviética i Japó sota la batuta de directors com Sawallisch, Kubelik, Gielen, A. David, J. Krenz, A. Wit i J. López Cobos, entre d'altres.
Al Japó, on ja havien dut a terme sis gires, les revistes musicals més importants del país van considerar el seu, el "millor recital a Tokio de l'any 1999" (Musica Nova) i a ells els "millors artistes de l'any 2000" (Clasic Internet).
Compaginà la seva activitat de concertista amb la docència i impartí habitualment classes magistrals d'interpretació i formà part del jurat de concursos internacionals de piano i duets de piano, com el Concurs Internacional de Ferrol, del qual en va ser presidenta.
Publicà un disc amb música espanyola contemporània escrita i dedicada, en part, a ella i al seu marit.